# Stazione di Casa dei Coppi
La stazione di Casa Dei Coppi (anche detta Ca' Dei Coppi) era una fermata ferroviaria posta sulla linea Mortara-Asti che fino al 1935 serviva il centro abitato di Casa dei Coppi, frazione di Asti.

## Storia
La fermata fu inaugurata il 12 luglio 1870 contestualmente all'apertura della ferrovia Castagnole-Asti-Mortara, il cui esercizio fu ceduto dallo Stato alla Società per le Ferrovie dell'Alta Italia (SFAI) in virtù della legge di riforma del 1865 nel frattempo intervenuta.
In base alla legge "Baccarini" del 27 aprile 1885, la concessione fu trasferita in tale anno alla Società per le Strade Ferrate del Mediterraneo, con servizi eserciti dalla Rete Mediterranea, per poi passare nel 1905 alle neocostituite Ferrovie dello Stato.
Fin dall'origine interessata da uno scarso traffico di viaggiatori a motivo della scarsa popolazione servita, la fermata fu soppressa nel 1935. Riattivata in data imprecisata nel dopoguerra, fu soppressa nuovamente nel 2003..